# Ärttapetserarbi
Ärttapetserarbi (Megachile circumcincta) är en biart som först beskrevs av Kirby 1802.  Ärttapetserarbi ingår i släktet tapetserarbin och familjen buksamlarbin. Inga underarter finns listade i Catalogue of Life.

## Beskrivning
Mandiblerna har fyra tänder hos båda könen. Vingarna är halvgenomskinliga med bruna ribbor, som är mörkare hos hanen. Arten har brunaktig till gulbrun päls på huvudet och mellankroppens ovansida, medan mellankroppens sidor har ljus päls. Bakkroppens tre första tergiter har även de brunaktig till gulbrun päls. De tre sista tergiterna är svarthåriga. Hannen har dessutom clypeus (munskölden) täckt med ljusa hår. På buken har honan en scopa, en borste för polleninsamling som är övervägande rödhårig, även om den främre delen kan ha ett inslag av brunt. Artdatabanken uppger dock att de två bakersta segmenten av scopa:n skulle vara svarta, vilket förnekas av C. S. Sheffield et al. Hos hanen har tergiterna 3 till 5 otydliga, vita band längs bakänden, på tergit 3 endast vid sidorna. Några sådana band saknas hos honan. Kroppslängden är 10 till 13 mm hos honan, 10 till 11 mm hos hanen.

## Taxonomi
Arten och dess synonym Megachile giliae antogs tidigare vara skilda arter, av vilka Megachile giliae endast fanns i Nordamerika, men 2011 visade ett forskarlag lett av Cory S. Sheffield, bland annat med hjälp av genetisk analys, att Megachile giliae var en juniorsynonym till Megachile circumcincta. Dessa rön har numera (2023) accepterats av forskarsamhället.

## Ekologi
Habitatet varierar mellan gräsmarker, sanddyner, hedområden, skogar samt kulturlandskap som vägrenar, sandtäkter, ruderatområden, parker och trädgårdar. Arten hämtar pollen från ärtväxter (käringtandssläktet, vickerarter, puktörnen) och klockväxter (blåklockor). Nektar kan den även hämta från rosväxter (björnbär). Flygtiden varar från slutet av maj till Juli/augusti.

### Fortplantning
Som alla tapetserarbin är arten solitär; honan bygger sina larvbon i gångar i murkna träd, iunder stenar eller i kal eller glesbevuxen sand- och moränjord. I bogångarna ligger larvcellerna på rad efter varandra, var och en med ett ägg och näring i form av pollen. Bogångarna kläs med bladbitar som honan bitit av från björkar eller rosor. Det förekommer att larvcellerna parasiteras av kägelbina långkägelbi, ängskägelbi, konkägelbi och rostkägelbi, vars honor lägger ägg i larvbona, ett i varje. De resulterade larverna dödar värdägget eller -larven, och lever sedan av den insamlade näringen.

## Utbredning
Arten har en vidsträckt utbredning, och förekommer i norra till mellersta Holoarktis. I Nordamerika finns den i västra Kanada norrut till de subarktiska delarna av Northwest Territories och Yukon samt Alaska i USA. I Palearktis finns den från Europa, där den förekommer från Iberiska halvön i söder till Fennoskandia i norr, och från Storbritannien i väster till Iran, Sibirien och Mongoliet i öster.
I Sverige finns arten i nästan hela landet, från Skåne i söder till Lule lappmark i norr.
I Finland förekommer den på samma sätt i stora delar av landet, från Åland och sydkusten norrut till Finland (trakten av Torneå och vid Kemi träsk) samt i Norra Österbotten (i Oulanka nationalpark).
Arten är inte rödlistad, utan klassificerad som livskraftig (LC) både globalt, i Sverige och i Finland.